# Casanova (famiglia)
Casanova (o Canova), nobile famiglia milanese.

## Le origini
Secondo il Crollalanza, questa famiglia (denominata indifferentemente nelle fonti Casanova o Canova) è originaria di Gravedona, dove era antica e potente. Altre fonti, probabilmente basate su leggende, fanno dei Casanova i discendenti della gens Cassia attraverso un ramo che si divise alla fine dell'Impero. Sappiamo tuttavia dalle antiche cronache che la famiglia Casanova era discesa in Italia dalla Francia, insieme alla famiglia  Curti (alla quale era legata da vincoli di parentela per mezzo del Nobile Tomasolo, cognato di Isabella Curti, sorella di Pietro) nell'anno 1018, e dopo varie peregrinazioni si era stabilita nell'anno 1020
a Gravedona, unitamente agli stessi Curti ed agli Stampa, questi ultimi costretti a fuggire da Milano a causa delle sommosse anti-imperiali.
Nell'anno 1030, l'imperatore Corrado II il Salico discese in Italia, ove fu accolto trionfalmente dalle famiglie che gli avevano dimostrato fedeltà durante il periodo delle rivolte contro l'Impero (1020). In quella occasione al suddetto Tomasolo Canova (la cui figlia Marta aveva nel frattempo sposato Baldizzone Stampa, uno dei figli dell'ex governatore imperiale di Milano Lanfranco Stampa), venne concessa da Corrado II la Signoria del Levio.
Un Gregorio fu console di Gravedona, e rappresentò questo comune alla pace di Costanza (1183). Dopo la sua morte, i Casanova si chiamarono «de Ser Gregori», sino al 1571. 
Il figlio del suddetto Gregorio,
Bonaccorso, fabbricò il Monastero di S. Nicolao di Piona sul lago di Como, e fu priore de' Cluniacensi, che ne presero il governo. 
In seguito l'importanza della famiglia Canova si accrebbe ulteriormente, alimentando la contesa con gli Stampa per la supremazia su Gravedona, che raggiunse il suo culmine con le aspre lotte intestine che infuriarono nel comune attorno alla metà del XIII secolo.
Così come i Curti e gli Stampa, anche i Canova ebbero parte nel governo e nelle vicende politiche della piccola Repubblica delle Tre Pievi (costituita dai Comuni di Gravedona, Dongo e Sorico), ottenendo per la loro famiglia il privilegio di inquartare nel vessillo della Repubblica le proprie armi gentilizie.Il trasferimento definitivo dei Casanova a Milano risale alla fine del XVII secolo.
Dal fratello di Bonaccorso, Alberto, per varie generazioni ebbe origine Giovanni Battista, nel 1626 delegato dal governatore di Milano a comporre i dissidi fra i Reti ed il Valtellinesi. 
Nipote del fratello di Giovanni Battista, Gerolamo, fu altro Giovanni Battista (†1678), Ambasciatore Imperiale alla Corte Ottomana dal 1668 al 1674, il quale ottenne dall'Imperatore Leopoldo I d'Asburgo quale riconoscimento per i suoi meriti il titolo personale (non trasmissibile) di barone del Sacro Romano Impero.
Il primo dei predetti Giovanni Battista
fu bisavo di Giuseppe Agostino (n. 1674),
giureconsulto collegiato, cancelliere del Magistrato ordinario e padre di Giuseppe, notaio della Camera Ducale e segretario del Senato per diploma imperiale 29 luglio 1762, feudatario di Biraga e Biraghino, del qual feudo fu investito per avere, quale notaio camerale, stipulato in Parma i capitoli nuziali della principessa Isabella coll'Imperatore Giuseppe II; rogò pure
gli atti matrimoniali di Maria Lodovica  Infanta di Spagna, sposa al Granduca di Toscana (1765), dell'arciduchessa Maria Amelia sposa a Ferdinando Duca di Parma (1769), di Fortunata Maria d'Este, moglie di Luigi di Borbone (1759) e di Maria Beatrice d'Este,consorte dell'arciduca Ferdinando (1766). 
Il figlio di Giuseppe, Francesco Rinaldo, fu tenuto al S. Fonte da Francesco III d'Este, Duca di Modena. Da questo Giuseppe discendono gli attuali membri della famiglia, che con D. M. del 1883
ottennero il riconoscimento del titolo di Nobile per maschi e femmine, e di Signore di Biraga e di Biraghina, con trasmissione primogeniale per linea mascolina.

## Lo stemma
Sempre secondo il Crollalanza l'arma dei Casanova di Biraga è così composta: Interzato in fascia; nel 1° d'oro, all'aquila di nero coronata del campo (capo dell'Impero); nel 2° partito (cioè diviso a metà in senso verticale), a destra d'oro, al castello torricellato di due pezzi di rosso, aperto del campo e sormontato da una colomba volante a destra, tenente nel becco un ramoscello d'ulivo, il tutto al naturale; a sinistra d'azzurro, alla casa al naturale; nel 3° palato d'oro e di rosso.